# 駱奉先
駱奉先（?—?），武威郡姑臧人，吐谷浑族。唐代宗時期宦官，备受宠爱。

## 生平
歷右驍衛大將軍，多次隨從唐代宗征討，特別受到喜愛。廣德初年作僕固懷恩部隊的監軍，与僕固懷恩结为兄弟，后来便与辛雲京亲近而疏远僕固懷恩，被人称为“两面”。
駱奉先后到太原辛雲京處辦事，辛雲京說僕固懷恩與回紇登裏可汗暗中要造反，二人后来同时向皇帝表奏僕固懷恩谋反。
奉先路过仆固怀恩大营，仆固怀恩熱情招待，起舞娱客，骆奉先亦赠金帛以作回礼。懷恩因隔天是端午节想多留奉先一天，奉先不肯。懷恩便將他的坐騎偷藏起來。奉先不知此是胡人留客之禮節，心生恐懼，當晚踰牆而走，懷恩知道情勢不好，派人帶著銀錢连同马匹一起追赶奉先，連同其坐騎歸還之。
回帝都之後，駱奉先立刻上表懷恩必反。懷恩聞知上表：“子儀先已被猜，臣今又遭詆毀，弓藏鳥盡，信匪虛言。陛下信其矯誣，何殊指鹿為馬！”遂使懷恩叛亂。後“擢奉先軍容使，掌畿內兵”，累封至江国公，監軍鳳翔。大歷末年卒。